# Região Geográfica Intermediária de São José do Rio Preto
A Região Geográfica Intermediária de São José do Rio Preto é uma das onze regiões intermediárias do estado brasileiro de São Paulo e uma das 134 regiões intermediárias do Brasil, criadas pelo Instituto Brasileiro de Geografia e Estatística (IBGE) em 2017. É composta por 100 municípios, distribuídos em seis regiões geográficas imediatas.
Sua população total estimada pelo Instituto Brasileiro de Geografia e Estatística (IBGE) para 1º de julho de 2018 é de 1 609 872 habitantes, distribuídos em uma área total de 26 089,300 km².
São José do Rio Preto é o município mais populoso da região intermediária, com 456 245 habitantes, de acordo com estimativas de 2018 do Instituto Brasileiro de Geografia e Estatística (IBGE).

## Regiões geográficas imediatas
| Região geográfica imediata | Municípios | População Estimativa 2018 | Área (km²) |
| -------------------------- | --- | ------------------------- | ---------- |
| São José do Rio Preto      | Adolfo Altair Bady Bassitt Bálsamo Cedral Guapiaçu Ibirá Icém Ipiguá Irapuã Jaci José Bonifácio Macaubal Mendonça Mirassol Mirassolândia Monte Aprazível Neves Paulista Nipoã Nova Aliança Nova Granada Novo Horizonte Onda Verde Orindiúva Palestina Paulo de Faria Planalto Poloni Potirendaba Sales São José do Rio Preto Tanabi Ubarana Uchoa União Paulista Urupês | 908 365                   | 11 772,814 |
| Catanduva                  | Ariranha Catanduva Catiguá Elisiário Embaúba Fernando Prestes Itajobi Marapoama Novais Palmares Paulista Paraíso Pindorama Pirangi Santa Adélia Tabapuã Vista Alegre do Alto | 258 359                   | 3 059,252  |
| Votuporanga                | Álvares Florence Américo de Campos Cardoso Cosmorama Floreal Nhandeara Parisi Pontes Gestal Riolândia Sebastianópolis do Sul Valentim Gentil Votuporanga | 171 041                   | 4 009,041  |
| Jales                      | Aparecida d'Oeste Aspásia Dirce Reis Dolcinópolis Jales Marinópolis Mesópolis Palmeira d'Oeste Paranapuã Pontalinda Populina Santa Albertina Santa Salete São Francisco Suzanápolis Turmalina Urânia Vitória Brasil | 112 139                   | 3 158,984  |
| Fernandópolis              | Estrela d'Oeste Fernandópolis Guarani d'Oeste Indiaporã Macedônia Meridiano Mira Estrela Ouroeste Pedranópolis São João das Duas Pontes São João de Iracema | 110 940                   | 2 840,582  |
| Santa Fé do Sul            | Nova Canaã Paulista Rubinéia Santa Clara d'Oeste Santa Fé do Sul Santa Rita d'Oeste Santana da Ponte Pensa Três Fronteiras | 49 028                    | 1 248,627  |
| Total                      | 100 | 1 609 872                 | 26 089,300 |